# 고마이 기사쿠
고마이 기사쿠(駒井 喜作, 1897년(메이지 30년) 5월 18일 - 1945년(쇼와 20년) 11월 1일)는 일본 나라현(奈良県) 출신으로 피차별부락 해방을 위한 사회 운동을 벌였던 수평운동가(水平運動家)로 피차별부락 해방을 위한 조직 전국수평사(全国水平社)의 창설자 3인 가운데 한 사람이기도 하다. 나머지 두 사람 사카모토 세이이치로(阪本清一郎) ・ 사이코 만키치(西光万吉)와 함께 수평사 창립의 중심이 되었던 「가시와바라의 세 사람」으로 꼽히고 있다.

## 경력
일본 나라 현 미나미 가쓰라기 군(南葛城郡, 지금의 일본 고세 시) 와키가미 촌(掖上村) 가시와바라(柏原) 북쪽에서 부유한 오동나무 목재 상인의 집안에서 태어났다. 와키가미 심상소학교(掖上尋常小学校)에서 고세 고등소학교(御所高等小学校)를 거쳐 자강학원(自彊学院, 오늘날의 모모야마 학원桃山学院)에 재적하였으나 1916년 4학년에서 중퇴하고 가극단 패에 끼어 나고야시(名古屋市) 등을 떠돌게 된다.
1918년 나라 연대(奈良連隊)에 입대해 7주만에 제대하였고 1919년 향리에서 사카모토 세이이치로나 사이코 만키치, 이케다 요시사쿠(池田吉作) 등과 함께 청년 클럽 「제비 모임」(つばめ会)을 결성하였다. 나아가 사회문제연구소를 세워 도쿄 방면의 신사상가들과도 교제하였으며 1920년 사카모토 세이이치로나 사이코 만키치 등과 함께 일본사회주의동맹(日本社会主義同盟)에 참가하였다. 1922년 전국수평사 결성에 참가하였으며 수평사 선언을 낭독하였고 중앙집행위원을 맡았다. 이보다 1년 전인 1921년 가을에 고마이는 집 현관 옆에 ‘수평사 창립 사무소’ 간판을 내걸었는데, 관헌의 감시가 심해지자 마을 변두리의 소가가와(曽我川) 강변의 오두막으로 간판만 옮겨서 관헌의 눈을 피하기도 했으며, 수평사 운동의 실질적인 준비는 고마이의 집에서 이루어졌다고 한다.
1923년의 스이고쿠 사건(水国事件)로 체포, 기소되어 징역 1년 3개월의 실형 판결을 받았다. 출옥한 뒤 나라 시(奈良市)에서 마작점을 경영하였으나 1932년 10월 12일 부부약속을 한 사이였던 게이샤를 놓고 폭력단 단원 한 명을 일본도로 찔러 죽이는 사건을 저질러서 징역 12년의 실형을 선고받았다. 아사다 젠노스케(朝田善之助)는 저서 『차별과 싸우며』(差別と闘いつづけて)에서 「고마이는 훗날 여자 문제로 야쿠자에 의해 칼에 찔려 죽었다」(駒井はのちに女の問題でやくざに刺されて死んだ)라고 썼지만, 이는 잘못된 것이라는 기무라 교타로(木村京太郎)의 지적도 있다.
고마이는 도쿄의 오칸 형무소(小菅刑務所)에서 복역한 뒤 1939년 4월 29일에 가석방되었다. 고마이는 고향으로 돌아간 뒤 나라 시에서 찻집을 경영하며 결혼하였다. 패전 당시에는 군에 납품하는 통조림을 생산하는 공장을 경영하고 있었다고 하며 1945년 11월 1일、위암으로 사망하였다.

## 참고 문헌
- 木村京太郎 『水平社運動の思い出』部落問題研究所出版部, 1973年